# Chu Bang Tạo
Chu Bang Tạo (tiếng Trung:朱邦造, Bính âm:Shú Bāngzào) (1952-) người Giang Tô, là một nhà ngoại giao Trung Quốc. Ông từng là phát ngôn viên Bộ ngoại giao Cộng hòa Nhân dân Trung Hoa.

## Tiểu sử
- 1971 - 1973 Giảng viên Đại học Ngoại ngữ Nam Kinh;
- 1973 - 1977 Học viên chuyên nghiệp tiếng Pháp của Đại học Ngoại ngữ Bắc Kinh
- 1977 - 1979 Học tập tại trường Đại học Genève, Liên bang Thụy Sĩ;
- 1979 - 1985 nhân viên Ban biên dịch và thông dịch Bộ Ngoại giao, Bí thư thứ ba, Phó Giám đốc;
- 1985 - 1986 Được cử đi học tại Học viện Hành chính Quốc gia Cộng hòa Pháp;
- 1986 - 1988 Phó Giám đốc ban phiên dịch Bộ Ngoại giao, Bí thư thứ nhất;
- 1988 - 1992 Bí thư thứ nhất Đại sứ quán tại Cộng hòa Pháp;
- 1992 - 1996 Giám đốc Ban Tây Âu Bộ Ngoại giao, Tham tán;
- 1996 - 1997 Làm nhiệm vụ Tham tán và Tham tán tại Đại sứ quán tại Bỉ, Anh Quốc, Liên minh châu Âu
- 1997 - 2001, phát ngôn viên Bộ Ngoại giao, Tham tán, Phó Giám đốc, Giám đốc Văn phòng Thông tin Bộ Ngoại giao;
- 2001 - 2003, ông được bổ nhiệm làm Giám đốc thường trú tại Palestine, Đại sứ tại Tunisia;
- 2004 - 2008 Làm việc Đại sứ quán Trung Quốc tại Thụy Sĩ, sau đó ông được bổ nhiệm đại sứ tại Thụy Sĩ, tháng 3 năm 2008 ông kết thúc nhiệm kỳ.
- Tháng 1 năm 2009 - ông được bổ nhiệm làm đại sứ đại sứ đặc mệnh toàn quyền Trung Quốc tại Tây Ban Nha kiêm nhiệm Andorra.